# Common One
Common One es el duodécimo álbum de estudio del músico norirlandés Van Morrison, publicado por la compañía discográfica Warner Bros. Records en agosto de 1980 y definido como uno de los trabajos más ambiciosos y audaces desde Astral Weeks. El álbum fue grabado durante un periodo de nueve días en los Super Bear Studios, cerca de Niza, en la Riviera francesa.
El título del álbum hace referencia a una sección de la canción «Summertime in England», donde Morrison canta el verso: «Oh, my common one with the coat so old and the light in her head».

## Grabación
Según Mix Cox, las primeras etapas del álbum fueron ensayadas entre noviembre y diciembre de 1979. Las canciones «Summertime in England» y «Haunts of Ancient Peace» fueron ensayadas por Morrison y su banda durante pequeños conciertos en enero de 1980. Cox cree que «algunas de estas interpretaciones en los ensayos fueron mucho mejores que las grabaciones finales». Sobre las sesiones de grabación en Super Bear, Cox dijo: «Todos estábamos acomodados en una situación muy muy intensa, altamente cargada durante esos once días, pero estuvo de manifiesto en el álbum». Jeff Labes recordó sobre los arreglos del álbum: «Lo que siempre he tratado de hacer con los arreglos de cuerda para él era simplemente tratar de imitar lo que estaba cantando, porque él era un gran instrumento de la canción».

## Canciones
En contaste con muchos de sus anteriores álbumes, Common One se aventura más en los ámbitos del jazz en lugar del habitual R&B, con el saxofón de Pee Wee Ellis en un primer plano. Las canciones son también en ocasiones más largas que en trabajos anteriores. El propio Morrison reconoció que el concepto original del álbum era aún más esotérico y más fuertemente influido por la lectura de poetas naturistas.
La primera canción, «Haunts of Ancient Peace», fue titulada a partir de un libro de Alfred Austin, e incluye la voz de Morrison enfrentada contra el saxofón de Ellis, con la trompeta de Mark Isham.
«Summertime in England» es la canción más larga y obtuvo cierto éxito en las interpretaciones en directo. Morrison comentó que «era en realidad parte de un poema que estaba escribiendo, y el poema y la canción acabaron por fusionarse». La letra incluye imágenes de Wordsworth y de Coleridge fumando con Kendal. Al final, cuando la música empieza a terminar, Morrison susurra: «Can you feel the silence?» -en español: «¿Puedes sentir el silencio?».
«Spirit» juega con cambios de ritmo bruscos, mientras que «When Heart is Open», tema que cierra el álbum, es una canción experimental sin una melodía o tempo discernible.

## Recepción
El álbum no fue generalmente bien recibido por la prensa musical y algunas de las reseñas fueron mordaces y despiadadas. Al respecto,Graham Locke, de NME, lo definió como «colosalmente petulante y cósmicamente aburrido, un arma blanca interminable, vacua y tristemente egoísta en la espiritualidad». Dave McCullough escribió en Sounds: «Para los seguidores, como yo, no es siquiera posible idealizar y decir que Morrison ha perdido su camino temporalmente, tan severa y aguda es su partida». Clinton Heylin sostiene que Morrison se sintió herido por la reacción de la prensa y «no volvió a intentar hacer algo tan ambicioso de nuevo». En 1982, Lester Bangs abogó por una nueva evaluación y dijo: «Van estaba haciendo música sagrada a pesar de que él pensaba que era, y nosotros los críticos de rock cometimos el error habitual de prestar demasiada atención a la letra». Varios años después, Allmusic le otorgó tres de un total de cinco estrellas y comentó: «No me extraña que la crítica del rock de la época no lo entendiera; esto es música fuera de la corriente principal del pop, e incluso el propio territorio musical de Morrison. Pero conserva su poder de trance hasta hoy». Con su lanzamiento en CD en 1988, la revista Q le otorgó cinco estrellas. En 2009, Erik Hage escribió que: «No obstante, la reacción de la crítica dominante lo representaba como prohibitivo, sentencioso e inaccesible, cuando en realidad está lleno de muchas melodías y de belleza».

## Lista de canciones
Todas las canciones escritas y compuestas por Van Morrison. 
| Cara A |                          |          |  |
| N.º    | Título                   | Duración |  |
| 1.     | «Haunts of Ancient Peac» | 7:07     |  |
| 2.     | «Summertime in England»  | 15:35    |  |
| 3.     | «Satisfied»              | 6:01     |  |

| Cara B |                      |          |  |
| N.º    | Título               | Duración |  |
| 1.     | «Wild Honey»         | 5:49     |  |
| 2.     | «Spirit»             | 5:10     |  |
| 3.     | «When Heart is Open» | 15:05    |  |

| Temas extra (reedición de 2008) |                                              |          |  |
| N.º                             | Título                                       | Duración |  |
| 7.                              | «Haunts of Ancient Peace» (Toma alternativa) | 7:44     |  |
| 8.                              | «When Heart is Open» (Toma alternativa)      | 7:43     |  |

## Personal
- Van Morrison: guitarra, armónica y voz.
- David Hayes: bajo y coros.
- Mark Isham: trompeta y fliscorno.
- John Allair: órgano, piano y coros.
- Herbie Armstrong: guitarra y coros.
- Pee Wee Ellis: saxofón tenor, saxofón alto y flauta.
- Mick Cox: guitarra
- Pete Brewis: coros
- Peter Van Hooke: batería
- Toni Marcus: cítara y violín.
- Mark Jordan: teclados

## Posición en listas
| País           | Lista                    | Posición |
| -------------- | ------------------------ | -------- |
| Estados Unidos | Billboard 200            | 73       |
| Noruega        | Norwegian Albums Chart   | 22       |
| Nueva Zelanda  | New Zealand Music Charts | 23       |
| Países Bajos   | Mega Albums Top 100      | 28       |
| Reino Unido    | UK Albums Chart          | 68       |